# Margaretta barbata
Margaretta barbata is een mosdiertjessoort uit de familie van de Margarettidae. De wetenschappelijke naam van de soort werd in 1816 voor het eerst geldig gepubliceerd door Jean-Baptiste de Lamarck.